# Carlos Gaspar
Carlos Gaspar (Lisboa, 11 de outubro de 1950) é um investigador português de Ciência Política e Relações Internacionais.
Depois de passar pelos cursos de Direito e de História, nas Faculdades de Direito e de Letras da Universidade de Lisboa, foi frequentar o Institut d'Etudes Politiques de Paris, obtendo aí um mestrado em Ciência Política. Posteriormente obteria um doutoramento em Relações Internacionais na Universidade Nova de Lisboa. 
Entretanto, em 1976, ingressou na função publica, como técnico do Gabinete de Estudos e Planeamento do Ministério dos Negócios Estrangeiros, mas foi sobretudo a investigação, nos domínios da Ciência Politica e das Relações Internacionais, que se dedicou.  
Integrou o Instituto de Ciências Sociais, de 1993 a 1996, e o Instituto Português de Relações Internacionais, integrado na Universidade Nova de Lisboa — em cuja Faculdade de Ciências Sociais e Humanas também lecionou, como professor convidado, no mestrado de Ciências Politicas e Relações Internacionais. 
De resto, foi igualmente professor convidado na mesmas área, na Universidade Lusíada de Lisboa, conferencista no Instituto de Estudos Políticos da Universidade Católica Portuguesa e professor convidado também na Universidade Autónoma de Lisboa.  
Enquanto investigador, também integrou o Conselho Editorial das revistas de estudos políticos e internacionais Relações Internacionais, Politica Internacional, Finisterra e Nação e Defesa, 
Além disso, Carlos Gaspar foi, durante quase 30 anos, consultor da Casa Civil do Presidente da República, acompanhando de forma continua seis mandatos de diferentes presidentes - Ramalho Eanes, Mário Soares e Jorge Sampaio.  
Foi igualmente assessor do Conselho de Administração da Fundação Oriente. 
Publicou as monografias O Pós-Guerra Fria (2016); A Balança da Europa (2017); Raymond Aron e a Guerra Fria (2018); O Regresso da Anarquia (2019); O Mundo de Amanhã (2020); e O Fim da Europa (2022). 
Publicou crónicas nos jornais Diário de Lisboa, Diário de Notícias e O Independente. 